# Battaglia dello Zillastro
La battaglia dello Zillastro, anche denominata la "battaglia dimenticata", fu uno scontro combattuto sul suolo Italiano durante la seconda guerra mondiale, tra l'VIII battaglione del 185° reggimento della divisione paracadutisti "Nembo" e i reggimenti canadesi "West New Scotland" ed "Edmonton".

## Il contesto storico
Dopo aver lasciato l'Inghilterra, il reggimento "Nuova scozia" prese parte all'invasione della Sicilia, durante la prima ondata dell'operazione Husky. Conquistata la Sicilia e costretto le forze dell'asse a ritirarsi, i reggimenti canadesi iniziarono lo sbarco sulla costa calabrese con l'operazione Baytown tra i paesi di Bova marina, Condofuri e Melito di Porto Salvo. Nel frattempo, il 185° Reggimento della Divisione "Nembo", temporaneamente dislocato in Calabria, fu impiegato per contrastare i commandos alleati sbarcati nella regione e per fornire supporto come unità difensiva. Il suo ruolo principale era quello di fungere da retroguardia, coprendo il ripiegamento dei battaglioni III e XI durante l'avanzata degli Alleati.
Il 4 settembre 1943, l'VIII battaglione ingaggiò intensi scontri a fuoco, inizialmente contro una colonna di veicoli canadesi nelle località tra Bagaladi e San Lorenzo, e successivamente nei pressi di Gambarie d'Aspromonte. Dopo il combattimento a Gambarie, i paracadutisti intrapresero un'ardua traversata dell'Aspromonte per ricongiungersi con i comandi del Reggimento situati a Platì. Nella notte del 7 settembre, dopo lunghissime marce lungo gli impervi sentieri aspromontani, senza carte topografiche e con scarsi viveri, i paracadutisti si accamparono nei boschi dei Piani dello Zillastro, sotto il faggeto "Mastrogianni" per concedersi un momento di riposo, ignari che i nemici li stessero cercando da giorni.

## La battaglia
Durante una sosta notturna, il Reggimento "West New Scotland" si accampò anch'esso presso il faggeto dell'Altopiano "Mastrogianni", mentre l'unità "Edmontons" si posizionò sui crinali dello Zillastro, lato Oppido Mamertina. Senza pianificarlo e volerlo, i canadesi finirono per accerchiare i paracadutisti italiani del Nembo, ignari della situazione. Il destino dei soldati italiani sembrava ormai segnato: circondati casualmente dal nemico e inconsapevoli di esserlo. Nessuno dei due schieramenti si era accorto di nulla. Durante la notte il capitano Conati venne catturato insieme al capitano Picolli che riuscì a fuggire per dare l'allarme al restante degli uomini del battaglione. L'VIII battaglione Nembo decise, così, di lanciarsi all'attacco del nemico al grido di "NEMBO" con il tentativo di liberare il proprio capitano e svincolarsi dall'accerchiamento. La lotta fu impari e cruenta, e proseguì tutta la notte fino alle luci dell'alba. I soldati italiani si ritrovarono solo in 400 contro 5000 uomini e, all'esaurimento delle munizioni e delle bome a mano, passarono al corpo a corpo usando i calci dei fucili come clave. All'alba, i soldati italiani furono sopraffatti, ma non senza aver combattuto con coraggio e dedizione fino all'ultimo istante. Al termine della battaglia, il comandante canadese si avvicinò ai superstiti del Nembo con un atteggiamento di rispetto e rammarico. Era consapevole che gli italiani fossero ormai alleati e, in segno di umanità, ordinò di soccorrere i feriti sparsi nel bosco e di prestare loro le cure necessarie. Questa fu, quindi, l'ultima battaglia combattuta tra il Regio Esercito Italiano e le truppe Alleate l'8 settembre 1943, 5 giorni dopo la firma dell'armistizio e poche ore prima della sua proclamazione. Il 22 settembre tutto il territorio calabrese era sotto il controllo degli alleati.

## Commemorazioni
Nel 1951 il sindaco di Oppido Mamertina fece apporre una croce in ricordo dei luoghi ove avvenne l'ignorato conflitto. Successivamente, nel 1971, si fece innalzare un crocefisso a ricordo dei morti e, nel 1990, venne eretta una stele marmorea accanto alla croce. Infine, solo nel 1995 fu apposta una lastra di marmo, dettata dal reduce capitano prof. Paolo Lucifora, uno dei 400, che in maniera concisa ammonisce:
"Qui sullo Zillastro, epigone di una guerra disastrosa, l'8 settembre del 1943, suscitando l'ammirazione ed il rispetto delle preponderanti forze anglo-americani, i quattrocento paracadutisti dell'VII battaglione del 185° Reggimento della Divisione Nembo, combattendo per l'onore della Patria, si coprirono di gloria"
Il 10 settembre 2024 ha avuto luogo la commemorazione della Battaglia dello Zillastro presso il territorio comunale del comune di Oppido Mamertina (RC). A tale evento parteciparono il Comandante del Comando delle Forze Speciali dell'Esercito (COMFOSE), il Generale di Brigata Marco Manzone, accompagnato dal Comandante del 185º Reggimento Paracadutisti Ricognizione Acquisizione Obiettivi "Folgore" (RRAO), il Colonnello Marco Margutti dal Comandante del 184° Reparto Comando e Supporti Tattici Paracadutisti "Nembo", e il Ten. Col. Davide Piantanida.